# Mientlan
Het Mientlan is een kleine woonwijk in IJlst, gebouwd in midden jaren tachtig. Het Mientlan staat op de plaats van voormalig bedrijventerrein Woudstra en het voormalige sportveld. Toen het bedrijventerrein was gesaneerd, werd begonnen het de bouw van deze woonwijk. Het Mientlan bestaat voornamelijk uit twee-onder-één-kap-woningen en enkele seniorenwoningen.